# Gorilla beringei graueri
El gorila oriental de planicie o llanura (Gorilla beringei graueri) es una subespecie del  gorila oriental que se encuentra únicamente en las selvas del este de la República democrática del Congo. Se incluye en la lista de Los 25 primates en mayor peligro del mundo.
Esta subespecie es más robusta que el gorila occidental de llanura, presenta unos dientes más largos, una quijada más reforzada y un torso más amplio y resistente. Como en otras especies de gorilas, el lomo de los machos se vuelve plateado al llegar a la madurez. 

## Hábitat y dieta

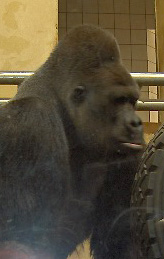
Un gorila oriental de llanura.

Este gorila es predominantemente herbívoro y sobre todo folívoro. Es famoso por arramblar con todas las hojas de una planta. También come frutos, semillas, brotes de bambú e insectos. 

## Tamaño
Esta subespecie de gorila es el primate viviente de mayor tamaño. Los machos pesan 163 kg de promedio, mientras que las hembras suelen pesar la mitad. Los machos alcanzan de media una altura de pie de 1,76 m y las hembras 1,60 m.
Los gorilas que viven en zoológicos son generalmente más pesados que los silvestres, ya que hacen menos ejercicio y pueden llegar a pesar hasta 270 kg. Uno de los más grandes ejemplares en cautividad fue un macho llamado Phil que vivió entre 1941 y 1958 en el Parque Zoológico de San Luis, con un peso estimado de 250 kg. Las medidas registradas de Phil fueron: altura de 1,7 m, torso 182 cm, cuello 91,5 cm  y la muñeca 25,4 cm.

## Conducta
El gorila de llanura oriental suele ser sociable y pacífico. Viven en grupos de entre 5 y 30 individuos. Los machos de lomo plateado (machos alfa) son los líderes del grupo y se encargan de llevar al grupo a donde pueda alimentarse y cobijarse. Al llegar a la madurez, los machos van abandonando el grupo para formar uno nuevo con varias hembras, hasta ese momento pueden ser solitarios, pero se suelen asociar a otros machos.

## Reproducción
Tras un período de ocho meses y medio la hembra alumbra a una o rara vez dos crías. La lactancia dura 12 meses. La cría gatea a los 9 meses y puede andar a las 35 semanas. Estas crías no se separan de la madre hasta los 3 o 4 años y la madurez sexual llega a los 11 o 12 años. 